# Quarto
Quarto — настольная игра для двух игроков, придуманная швейцарцем/французом Блезом Мюллером. Игра была выпущена компанией Gigamic в 1991 году.
В игре 16 фигур, отличающихся 4 признаками. Задача игроков — собрать ряд из 4 фигур с хотя бы одним общим признаком. Это может быть ряд из светлых фигур или из тёмных, из низких или высоких, из фигур с выемкой или фигур без неё, из круглых или квадратных. При этом фигуру, которой будет ходить игрок, выбирает его соперник.

## Награды
- 2003 — Golden Ace (в номинации «Игра года»);
- 1994 — Vuoden Aikuistenpeli (в номинации «Игра года для взрослых»);
- 1993 — Spiel des Jahres;
- 1993 — Mensa Select (выбор интеллектуалов сообщества Mensa);
- 1985 — Concours International de Createurs de Jeux de Societe[3][4].

## Правила игры
Игроки любым удобным способом определяют, кто будет делать первый ход. Игрок, который ходит первым, выбирает любую из 16 фигур и подает её своему противнику.
Тот ставит эту фигуру на любой свободный кружок. Затем он выбирает одну из оставшихся 15 фигур и, в свою очередь, дает её своему противнику. Он в свой ход ставит полученную фигуру на любой свободный кружок и так далее.
Необходимо составить на квадратном поле 4х4 ряд из фигур с одним, по крайней мере, общим признаком (по горизонтали, по вертикали или диагонали). Это может быть ряд из светлых фигур или из тёмных, из низких или высоких, из фигур с выемкой или фигур без неё, из круглых или квадратных. Игрок так же может образовать ряд из 4 фигур с более чем одним общим признаком. Три предыдущие фигуры ряда не обязательно должны быть поставлены этим же игроком.
Партию выигрывает тот, кто первым указал на ряд с общим признаком, произнеся при этом слово «КВАРТО».
Если игрок не заметил образовавшийся ряд с общим признаком и дает противнику следующую фигуру, то противник сразу же может указать на
этот ряд воскликнув «КВАРТО» и, таким образом, выиграть партию.
Если ни один из игроков не заметил ряд с общим признаком во время того хода, когда он был создан, то ряд не засчитывается и игроки продолжают партию.

## Решение игры
Правильная игра кончается вничью.
Компьютеры конца 1990-х годов могли провести полный перебор за ощутимое, но не «реальное» время (несколько минут).